# 学習心理学
学習心理学（がくしゅうしんりがく、psychology of learning）は、学習、すなわちヒトを含む動物が経験を通して行動を変容させていく過程を研究する心理学の一領域である。
認定心理士や公認心理師の養成課程では、言語心理学と併せて、学習・言語心理学として対応するケースが多い。

## 概要
行動には大きく分けて二つある。1つは遺伝子情報の1つとして生得的に備わっている＜生得性行動＞、つまりは元々生まれつきで持っている「本能」と、もう1つは生まれついたものではなく経験によって獲得し、似たような状況に直面した場合に適応的にその行動を変えてゆくという＜学習性行動＞である。この心理学が扱うのは後者である。学習によって得た行動は、人間が人間として、サルがサルとして生きていく上で非常に重要であり、実際人間などの動物の行動の多くは学習によって成り立っている。それゆえ、学習心理学は人間理解の第一歩として欠かせない基礎的な心理学である。

## 用語
- 古典的条件づけ

イワン・パブロフは犬の唾液について研究している際、犬がえさを食べている時ではなく、餌を運んでくる助手の足音が聞こえるだけで唾液の分泌量が増える事を発見した。そこでパブロフは、犬に餌を与える前にベルの音を呈示し、その音の後に餌を与えるという事を繰り返した。すると、犬は当初ベルの音には何の興味も示さなかったが、やがてベルの音は餌をもらえる合図だという事を学習し、結果として今までは何の意味も持たなかったベルの音が、餌をもらえる合図という刺激に変わり、ベルの音を聞くだけで唾液の分泌量の増加を見たのである。
これを「古典的条件づけ」という。